# یواس‌اس کنتیکت (۱۷۹۹)
یواس‌اس کنتیکت (۱۷۹۹) (به انگلیسی: USS Connecticut (1799)) یک کشتی بود که طول آن 93' (keel) بود. این کشتی در سال ۱۷۹۹ ساخته شد.